# Принципи
Принципи (лат. Principes — „главни”) су биле јединице раних римских легија. Принципи су по изгледу и наоружању били врло слични хастатима, само што су их сачињавали мушкарци који су били имућнији и самим тим боље опремљенији него хастати. Као и хастати такође су морали сами да приуште себи оружје које се састојало из два пилума или копља која су била лагана али су на врховима била веома оштра и могла су да пробију штитове или оклопе које су често римски непријатељи поседовали изузев Грка који су имали велике масивне хоплоне. Такође су поседовали нож или бодеж средње величине за блиску борбу. Штитови су били четвртастог помало заобљеног облика који су често служили као држачи за копља. После Маријевих реформи принципи су замењени новим боље опремљенијим кохортама.

## Организација
Принципи су се у борбеном поретку налазили између хастата и тријарија.
У 3. и 4. веку п. н. е. принципи су били наоружани кратким копљима (до 1,8 м дужине), носили велике правоугаоне штитове и бронзане шлемове. У легијама тог времена 900 принципа је формирало 15 манипула од по 60 људи.
Од 2. века п. н. е. са усавршавањем војне вештине и тактике принципи су били наоружани мачем уместо копља из претходног периода а носили су и по два копља типа пилум којим су онеспособљавали штитове противника (при удару ова копља су се савијала тако да их непријатељ није могао искористити и бацити натраг). У овом периоду број принципа је увећан на 1200 по легији, распоређених у 10 манипула са по 120 људи којима је командовао центурион.
У време Римске републике војници су били регрутовани по класама и економској моћи те су сами себи морали обезбедити оружје и опрему. Најсиромашније трупе су били хастати и они су стајали у првим борбеним редовима. Принципи су били у средини а тријарији у трећем реду. Овакав распоред је укинуо Гај Марије својом војном реформом крајем 2. века п. н. е. Његова реформа је професионализовала римску војску и стандардизовала војничку опрему и оружје.
Принципи су директно учествовали у борбама онда када напад хастата није био успешан. Њихова улога на бојном пољу била је у смислу подршке нападу и вршење контранапада чиме су давали простор хастатима за прегруписање њихових редова.